# Almanque Papillon
Pour les articles homonymes, voir Papillon (homonymie).
Almanque Papillon est un poète érotique français né en 1487 et mort à Dijon en 1553. 
Il devint valet de chambre de François Ier, qu’il accompagna dans sa captivité à Madrid.

## Œuvres
On a de lui : 
- Le Nouvel Amour, où il célèbre les amours de son maître,
- Victoire et Triomphe d’argent contre le dieu d’Amour,
- Victoire et Triomphe d'honneur et d'amour contre argent.

## Pour approfondir